# Stendenitz

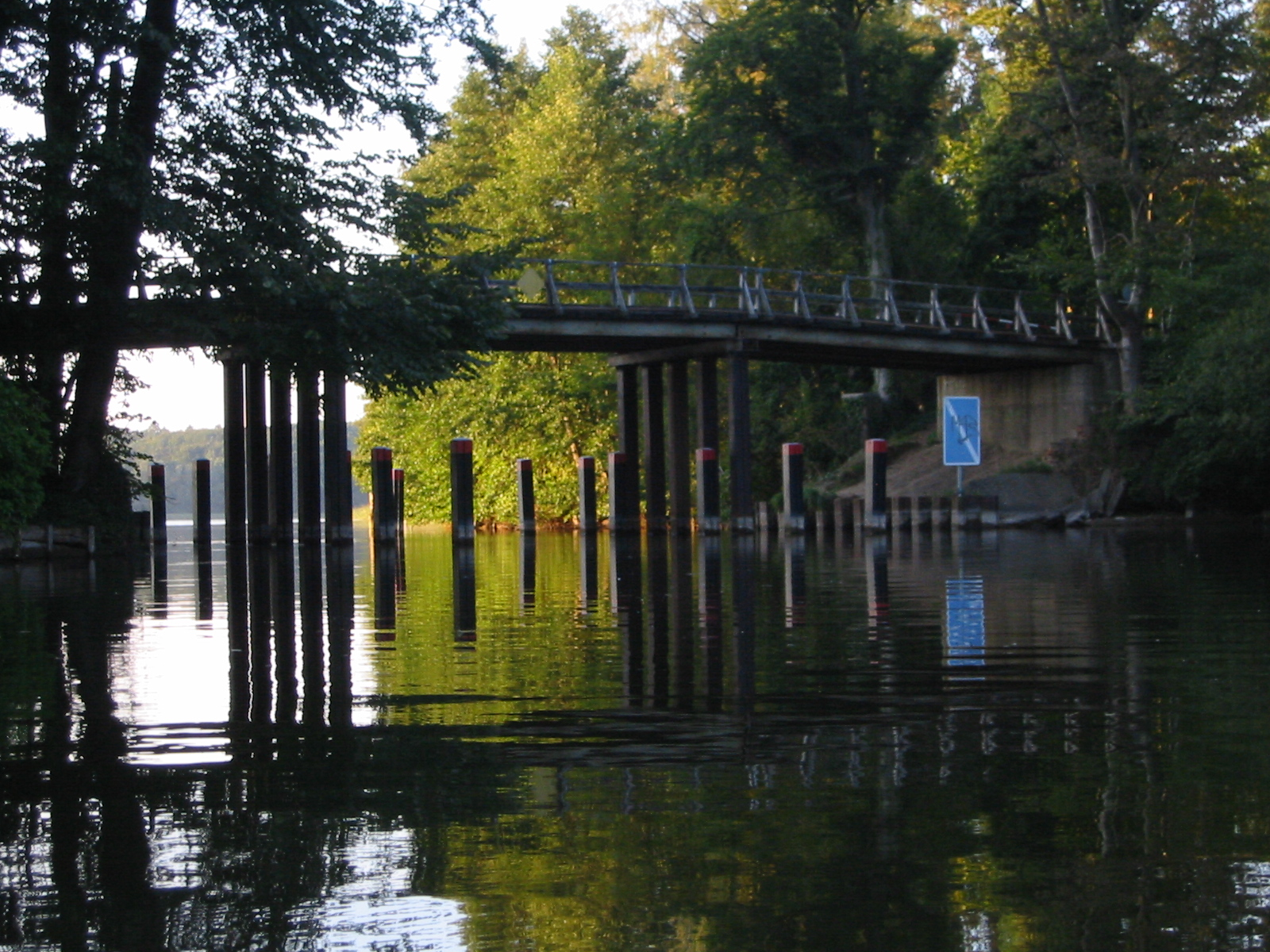
Stendenitzer Brücke

Stendenitz ist ein bewohnter Gemeindeteil der Stadt Neuruppin im Landkreis Ostprignitz-Ruppin (Brandenburg) und liegt in der Ruppiner Schweiz am Zermützelsee.

## Geografie
Das Dorf Stendenitz liegt am unteren Westufer des Zermützelsees gegenüber von Zermützel und grenzt südlich an den Teetzsee. Die letzte Eiszeit hinterließ eine Glaziale Rinne, in der beide Seen liegen und vom Rhin durchflossen werden. Der Ort befindet sich ca. sechs Kilometer nördlich von der Kernstadt Neuruppin in einem Waldrevier. Stendenitz ist über eine Brücke mit Zermützel verbunden und liegt auf einer Höhe von 47 m ü. NHN.

## Geschichte

### Der Name und Eingliederung
Das mittelalterliche Wohnplatz Stendenitz (Kolonie) aus dem Hausbesitz der Grafen von Lindow war im 14./15. Jahrhundert wüst gefallen.
Im Jahre 1525 wird Stendenitz im Landbuch, auch als Stengenitz (eine Namensdeutung aus dem slawischen besagt, von Stąganica (staga = Band))  oder Stengnitz benannt, 1526 als Stendenitz und 1536 wird der Ort auch mit dem Namen Stendelitz verzeichnet. Von den Jahren 1525 bis 1872 gehört der Wohnplatz der Herrschaft Ruppin, nachfolgend dem Amt Alt Ruppin. Bis 1849 Stadt- und Landgemeinde Alt Ruppin, dann von 1849 bis 1878 Kreisgemeinde Neuruppin und von 1879 bis 1952 Amtsgemeinde Neuruppin.

### Besitzverhältnisse
Auf dem Lehnschulzengut zu Stendenitz hatte 1525 der Schulze von Krangen Achim Degenbrot gemeinsam mit seinem Bruder Thomas einen Hof, 4 freie Hufen, einen freien Kahn auf dem Teich in der Nähe der Neumühle und freien Rohrschnitt am Rottstielteich. 2 Bauern aus Zermützel und 3 Bauern aus Molchow besaßen hier Wiesen.
Die wüste Feldmark Stendenitz, zwischen den Rottstieler Feldern und dem Zermützelsee, hier lag die Waldgebiete der Orte Storbeck, Eggersdorf, Neuruppin und Nabelsdorf zur Holzung und etwas Ackerland zur Bewirtschaftung. Zu dieser Zeit besitzt der Lehnschulze 4 freie Hufe, seinen Hof und die Schäfereien von Storbeck und der Verwaltung von Alt Ruppin bewirtschaften die Feldmark Stendenitz. In den Jahren 1619 bis 1640 nutzte der Kurfürsten George Wilhelm von Brandenburg, die Feldmark zu ausgedehnte Wildschweinjagden.
1826 wird die neue Unterförsterwohnung im Ruppiner Forst erbaut und ab jetzt als eigenständiger Bereich Försterei Stendenitz genannt. Im Jahre 1840 hatte die Kolonie sechs Wohnhäuser und das abgesetzte Forsthaus, so hatten der Schutzbezirk Stendenitz und das Forsthaus eine Wohnung und zwei Wirtschaftsgebäude. Für die Kolonie Stendenitz waren es zwei Wirtschaftsgebäude und 5 Wohnhäuser.
Im Jahre 1712 kaufte Friedrich I. (Preußen) das Lehnschulzengut zu Stendenitz mit vier Höfen, Ackerland, Holzung und Wiesen. 1755 im Zuge der Kolonisationspolitik seines Nachfolgers Friedrich II. (Preußen) wurden vier Tagelöhnerfamilien, eine aus Baruth in Sachsen und drei Familien aus Mecklenburg, mit insgesamt 22 Kolonisten angesiedelt. Die Amtsbezirke zu Molchow nutzen die wüste Feldmark. 1786 erhielten die hier ansässig gewordenen vier Büdner ihre Erbverschreibung.(auf ihren Besitz, siehe auch Historische Landwirtschaft)
Stendenitz ging 1929, mit der Försterei und Gutsbezirk Forst Alt Ruppin in den Gemeindebezirk Krangen über.

### Einwohnerentwicklung
| Jahr         | 1722 | 1766 | 1785 | 1800 | 1817 | 1840 | 1858 | 1925 |
| Einwohner    | 22   | 17   | 23   | 26   | 28   | 32   | 36   | 72   |
| Im Forsthaus |      |      |      |      |      |      | 4    |      |

### Historische Landwirtschaft
| Aussaat     | Kartoffeln |          |
| Menge       | 7 Scheffel |          |
| Tierbestand | Rinder     | Schweine |
| Stück       | 7          | 11       |

## Sehenswürdigkeiten

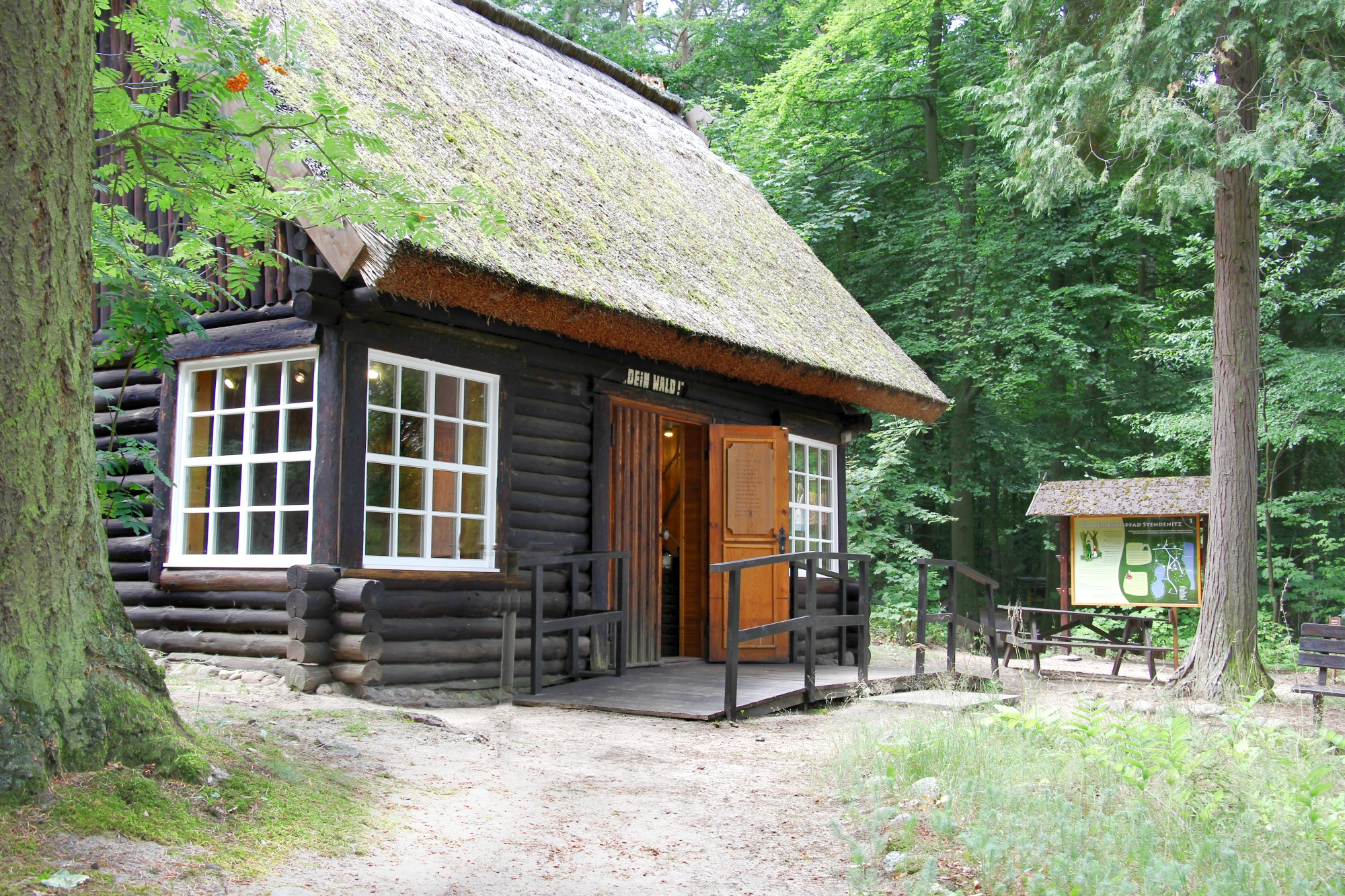
Waldmuseum Stendenitz 2013

- Waldmuseum Stendenitz